# ویلهلم زایسر
ویلهلم زایسر (به آلمانی: Wilhelm Zaisser) (زاده ۲۰ ژوئن ۱۸۹۳- درگذشته ۳ مارس ۱۹۵۸) سیاست‌مدار کمونیست  آلمانی بود که از ۱۹۵۰ تا ۱۹۵۳ به‌عنوان اولین صدر وزارت امنیت دولت در جمهوری دموکراتیک آلمان خدمت کرد.

## زندگینامه
او در شهر گلزن‌کیرشن به دنیا آمد و از ۱۹۱۰ تا ۱۹۱۳ در رشتهٔ معلمی در شهر اسن تحصیل کرد. با شروع جنگ جهانی اول زایسر (تلفظ دقیقتر: تْزایسِر) به ارتش آلمان پیوست. در ۱۹۱۸ و پس از جدایی از ارتش به حزب سوسیال دموکرات مستقل آلمان پیوست و در ۱۹۱۹ به اسن برگشت و حرفهٔ معلمی را آغاز کرد. او در آن‌جا به فعال کمونیست پرکاری بدل شد و پس از وقوع کودتای «کاپ پوش» در ۱۹۲۰ از رهبران نظامی ارتش روهر سرخ گشت. به علت فعالیت در این ارتش او در ۱۹۲۱ دستگیر شد و از معلمی منع شد. پس از آزادی از زندان او به مبلغان حزب کمونیست آلمان پیوست. از ۱۹۲۱ تا ۱۹۲۲ زایسر سردبیر «آوای روهر» و نشریه‌ای دیگر بود. در سال ۱۹۲۳ زایسر به نیروهای اطلاعاتی حزب کمونیست آلمان پیوست و فعالانه علیه نیروهای اشغال‌گر فرانسوی در روهر به فعالیت پرداخت. به علت کسب شهرت خوب در کار، یک سال بعد برای آموزش‌های نظامی و سیاسی به مسکو فرستاده شد.
در ۱۹۲۴ زایسر به آلمان برگشت و از بالاترین مقامات اطلاعاتی حزب کمونیست آلمان گشت که مستقیماً برای کمیته مرکزی فعالیت می‌کرد. در طول دههٔ ۲۰ زایسر رهبری سیاسی نظامی مهمی بود که سازمان حزب کمونیست را در مناطقی چون نوردراین-وستفالن و برلین تحکیم کرد. او در ضمن از سال ۱۹۲۵ تا ۱۹۲۶ در خارج از آلمان و برای نیروهای اطلاعاتی اتحاد شوروی و ارتش سرخ فعالیت می‌کرد و در این سال‌ها در سوریه و آفریقای شمالی به عنوان مشاور نظامی فعالیت داشت. در ۱۹۲۷ زایسر کار خود را در کمیته اجرایی کمینترن متمرکز کرد و از ۱۹۲۷ تا ۱۹۳۰ مشاور نظامی چین و از ۱۹۳۰ تا ۱۹۳۲ مشاور نظامی ارتش چک بود. به علت فعالیت‌های بسیار او در ۱۹۳۲ عضو حزب کمونیست روسیه شد و در ۱۹۴۰ شهروندی شوروی به او اهدا شد. زایسر در ۱۹۳۶ به اسپانیا رفت و با نام مستعار «گومز» از طرف روسی‌ها به عنوان مشاور نظامی ارتش خلق اسپانیا به کار مشغول شد. او سریعاً به بالاترین مقام‌های نظامی رسید و در ۱۹۳۷ رهبر تمام نیروهای بین‌المللی پیرو جمهوری‌خواهی بود که در اسپانیا فعالیت می‌کردند. پس از پایان جنگ داخلی اسپانیا در ۱۹۳۸ زایسر به مسکو برگشت و به کار در کمینترن ادامه داد. هنگام جنگ جهانی دوم و پس از آن به زندانیان جنگی آلمانی دوره‌های آموزشی ضدفاشیستی را تدریس می‌کرد.
زایسر در سال ۱۹۴۷ به آلمان برگشت و به حزب اتحاد سوسیالیستی پیوست. او در آن جا نیز به سرعت راه رشد را در پیش گرفت و در ۱۹۴۸ مقام وزارت داخله و نایب وزارت ریاست جمهوری زاکسن-آنهالت را عهده‌دار شد. از ۱۹۴۹ تا ۱۹۵۴ زایسر در مجلس قانونگذاری فولکس کامر نماینده بود و در ۱۹۵۰ به کار بر مسائل تاکتیکی و نظامی در بنیاد مارکس-انگلس-لنین-استالین مشغول شد. در همین سال زایسر به عضویت دفتر سیاسی و کمیته مرکزی حزب اتحاد سوسیالیستی در آلمان شرقی انتخاب شد و از این راه به یکی قدرت‌مندترین شخصیت‌های کشور بدل شد. در همان سال زایسر مدال کارل مارکس را دریافت کرد و به عنوان مدیر وزارت امنیت دولت منصوب شد. زایسر نقش مهمی در وزارت امنیت دولت بازی کرد و آن را به نهاد قدرت‌مندی بدل کرد. او تا ژوئیه ۱۹۵۳ امور را در دست داشت اما در این هنگام از کار برکنار شد. اخراج زایسر بخاطر مخالفت‌هایش با والتر اولبریخت بود که قصد داشت تمام مخالفان را به نوعی از حزب بیرون کند. علت دیگری که از شتاب‌دهندگان روند اخراج زایسر بود حضور اریش میلکه معاون او بود که شدیداً برای تخریب نقش زایسر و به دست گرفتن امور تلاش می‌کرد . نهایتاً زایسر به همراه سایر اعضای مهم از دفتر سیاسی و کمیته مرکزی حزب اخراج شد. اولبریخت در ضمن زایسر را متهم کرد که از توان لازم وزارت اطلاعات خود برای سرکوب شوش ۱۷ ژوئیه ۱۹۵۳ علیه آلمان شرقی استفاده نکرده است . به هر حال زایسر از تمامی مقام‌هایش برکنار شد و مدتی بعد به عنوان دشمن حزب معرفی شد. نتیجتاً او سال‌های آخر عمر را به کار به عنوان مترجم می‌گذارند. او به عنوان مترجم خانه انتشار دیتز و سپس به عنوان یکی از فعالان بنیاد مارکسیسم-لنینیسم در برلین به کار مشغول شد.
زایسر در سوم مارس ۱۹۵۸ در مرگی نسبتاً مشکوک در برلین جان سپرد.